# Oscil·lador d'anell

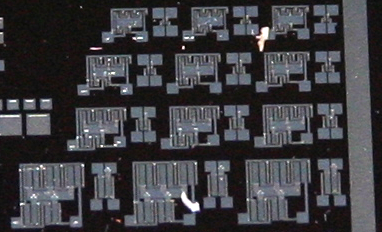
Estructures de prova d'oscil·ladors d'anell fabricades en silici mitjançant MOSFET de tipus p de diferents mides.

Un oscil·lador d'anell és un dispositiu compost per un nombre imparell de portes NOT en un anell, la sortida del qual oscil·la entre dos nivells de tensió, que representen vertader i fals. Les portes NOT, o inversors, s'uneixen en cadena i la sortida de l'últim inversor es retorna al primer.

Un esquema d'un oscil·lador d'anell simple de 3 inversors la freqüència de sortida del qual és 1/(6 × retard de l'inversor).

## Detalls
Com que un únic inversor calcula el NOT lògic de la seva entrada, es pot demostrar que l'última sortida d'una cadena d'un nombre imparell d'inversors és el NOT lògic de la primera entrada. La sortida final s'afirma un temps finit després que s'afirma la primera entrada i la retroalimentació de l'última sortida a l'entrada provoca una oscil·lació.
Una cadena circular composta per un nombre parell d'inversors no es pot utilitzar com a oscil·lador d'anell. L'última sortida en aquest cas és la mateixa que l'entrada. Tanmateix, aquesta configuració de retroalimentació de l'inversor es pot utilitzar com a element d'emmagatzematge i és el bloc bàsic de la memòria estàtica d'accés aleatori o SRAM.
Les etapes de l'oscil·lador d'anell són sovint etapes diferencials, que són més immunes a les pertorbacions externes. Això fa que també estiguin disponibles etapes no inversores. Es pot fer un oscil·lador d'anell amb una barreja d'etapes inversores i no inversores, sempre que el nombre total d'etapes inversores sigui senar. El període de l'oscil·lador és en tots els casos igual al doble de la suma dels retards individuals de totes les etapes.
Un oscil·lador d'anell només requereix potència per funcionar. Per sobre d'una determinada tensió, típicament molt per sota de la tensió llindar dels MOSFET utilitzats, les oscil·lacions comencen espontàniament. Per augmentar la freqüència d'oscil·lació, s'utilitzen habitualment dos mètodes. En primer lloc, fer l'anell a partir d'un nombre menor d'inversors produeix una freqüència d'oscil·lació més alta, amb aproximadament el mateix consum d'energia. En segon lloc, es pot augmentar la tensió d'alimentació. En els circuits on es pot aplicar aquest mètode, redueix el retard de propagació a través de la cadena d'etapes, augmentant tant la freqüència de l'oscil·lació com el corrent consumit.

## Funcionament

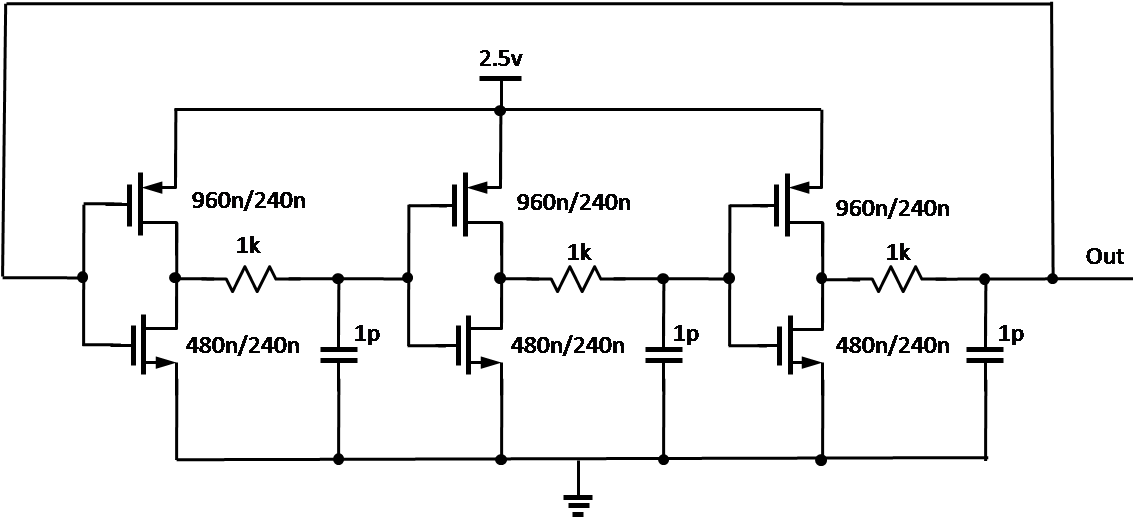
Un esquema de nivell de transistor d'un oscil·lador d'anell de tres etapes amb retard en un procés CMOS de.25u. Aquest circuit en particular té un alt consum d'energia per a la seva velocitat, ja que els inversors executen un gran corrent des de la potència a terra quan les seves entrades estan a una tensió intermèdia. Un circuit amb dispositius limitadors de corrent en sèrie amb els interruptors inversors és més eficient energèticament.

Per entendre el funcionament d'un oscil·lador d'anell, primer cal entendre el retard de la porta. En un dispositiu físic, cap porta pot canviar de manera instantània. En un dispositiu fabricat amb MOSFET, per exemple, la capacitat de la porta s'ha de carregar abans que el corrent pugui fluir entre la font i el drenatge. Així, la sortida de cada inversor en un oscil·lador en anell canvia en un període finit després que l'entrada hagi canviat. A partir d'aquí, es pot veure fàcilment que afegir més inversors a la cadena augmenta el retard total de la porta, reduint la freqüència d'oscil·lació.
L'oscil·lador d'anell és un membre de la classe dels oscil·ladors de retard de temps. Un oscil·lador de retard de temps consisteix en un amplificador inversor amb un element de retard entre la sortida de l'amplificador i la seva entrada. L'amplificador ha de tenir un guany superior a 1 a la freqüència d'oscil·lació prevista. Considereu el cas inicial en què les tensions d'entrada i sortida de l'amplificador estan momentàniament equilibrades en un punt estable. Una petita quantitat de soroll pot fer que la sortida de l'amplificador augmenti lleugerament. Després de passar per l'element de retard de temps, aquest petit canvi de tensió de sortida es presentarà a l'entrada de l'amplificador. L'amplificador té un guany negatiu superior a 1, de manera que la sortida canviarà en la direcció oposada a aquesta tensió d'entrada. Canviarà en una quantitat més gran que el valor d'entrada, per a un guany superior a 1. Aquest senyal amplificat i invertit es propaga des de la sortida a través del retard de temps i torna a l'entrada on s'amplifica i torna a invertir. El resultat d'aquest bucle seqüencial és un senyal d'ona quadrada a la sortida de l'amplificador amb el període de cada meitat de l'ona quadrada igual al retard de temps. L'ona quadrada creixerà fins que la tensió de sortida de l'amplificador assoleixi els seus límits, on s'estabilitzarà. Una anàlisi més exacta mostrarà que l'ona que creix a partir del soroll inicial pot no ser quadrada a mesura que creix, sinó que es convertirà en quadrada a mesura que l'amplificador assoleixi els seus límits de sortida.
L'oscil·lador d'anell és una versió distribuïda de l'oscil·lador de retard de temps. L'oscil·lador d'anell utilitza un nombre senar d'inversors per donar l'efecte d'un únic amplificador inversor amb un guany superior a un (tot i que, un únic inversor en un bucle és estable i un oscil·lador d'anell amb nombre senar o inversors en un bucle, no ho és). En lloc de tenir un sol element de retard, cada inversor contribueix al retard del senyal al voltant de l'anell dels inversors, d'aquí el nom d'oscil·lador d'anell. Afegir parells d'inversors a l'anell augmenta el retard total i, per tant, disminueix la freqüència de l'oscil·lador. Canviar la tensió d'alimentació canvia el retard a través de cada inversor, amb tensions més altes que normalment disminueixen el retard i augmenten la freqüència de l'oscil·lador. Vratislav descriu alguns mètodes de millora de l'estabilitat de freqüència i del consum d'energia de l'oscil·lador d'anell CMOS.
Si t representa el retard de temps per a un únic inversor i n representa el nombre d'inversors de la cadena de l'inversor, aleshores la freqüència d'oscil·lació ve donada per:
{\displaystyle f={\frac {1}{2tn}}}.

## Soroll de fase (jitter)
El període d'un oscil·lador en anell varia de manera aleatòria com T+T' on T' és un valor aleatori. En circuits d'alta qualitat, el rang de T' és relativament petit en comparació amb el període mitjà T. Aquesta variació en el període de l'oscil·lador s'anomena jitter.
Els efectes de la temperatura local fan que el període d'un oscil·lador en anell vagi per sobre i per sota del període mitjà a llarg termini. Quan el silici local és fred, el retard de propagació és lleugerament més curt, cosa que fa que l'oscil·lador d'anell funcioni a una freqüència lleugerament més alta, la qual cosa finalment augmenta la temperatura local. Quan el silici local està calent, el retard de propagació és lleugerament més llarg, cosa que fa que l'oscil·lador d'anell funcioni a una freqüència lleugerament inferior, la qual cosa finalment redueix la temperatura local. Per tant, la freqüència d'un oscil·lador d'anell de silici serà generalment estable, quan la temperatura ambient sigui constant i els factors de transferència de calor del dispositiu a l'entorn ambiental no varien.

## Aplicacions
- La fluctuació dels oscil·ladors d'anell s'utilitza habitualment en els generadors de nombres aleatoris de maquinari.[5]
- De vegades s'utilitza un oscil·lador d'anell per demostrar una nova tecnologia de maquinari, de manera anàloga a com s'utilitza sovint un programa Hola món per demostrar una nova tecnologia de programari.
- Moltes oblies (electrònica) inclouen un oscil·lador d'anell com a part de les estructures de prova de la línia de traçat. S'utilitzen durant les proves d'oblies per mesurar els efectes de les variacions del procés de fabricació.[6]
- Els oscil·ladors d'anell també es poden utilitzar per mesurar els efectes de la tensió i la temperatura en un xip.